# Christian Eigler
Christian Eigler est un footballeur allemand né le 1er janvier 1984 à Roth.

## Palmarès

### Distinctions
- Meilleur buteur de la 2. Liga en 2006.